# حلول عددية للمعادلات التفاضلية

Illustration of numerical integration for the differential equation باللون الأزرق: the طريقة أويلر, باللون الأخضر: طريقة النقطة المنتصف, باللون الأحمر: الحلحلة الدقيقة, طول الخطوة هو

تعتبر المعادلات التفاضلية من الأدوات الرياضية الهامة في فهم العديد من المسائل الفيزيائية والهندسية والاجتماعية وقد امتدت أهميتها مؤخرا إلى حقول العلوم الاقتصادية وظهر ما يسمى بالنمذجة الرياضية.
المعادلة التفاضلية هي معادلة تحتوي على مشتقات وتفاضلات لبعض الدوال الرياضية وتظهر بشكل متغيرات المعادلة.

## تصنيف المعادلات
1. معادلات تفاضلية جزئية
2. معادلات تفاضلية عادية : هي معادلة تفاضلية تحتوي على متغير مستقل واحد.

## تقسم مسائل المعادلات التفاضلية العادية إلى
1. مسائل قيم ابتدائية.
2. مسائل قيم حدية.

مسائل القيم الابتدائية:
في هذا النوع من المسائل يكون للمعادلة التفاضلية شرط ابتدائي للمتغيرات المستقلة
الشرط الابتدائي يمثل النقطة الابتدائية للدالة التي تمثل حل المعادلة التفاضلية.
,{\displaystyle y'=f(x,y),\,\,\,y(a)=\alpha }
فيما يلي بعض الطرق العددية لإيجاد الحل العددي للمعادلة التفاضلية.
قبل استعراض الحل التقريبي للطرق العددية لمسالة القيمة الابتدائية نحتاج لبعض التعاريف والنظريات .
تعريف
لتكن {\displaystyle f(t,y)}داله نقول أن f دالة من النوع ليبتشيز في متغير y على المجموعة D ,
{\displaystyle R^{2}\subset D}
إذا وجد L>0
{\displaystyle |f(t,y_{1})-f(t,y_{2})|\leq |y_{1}-y_{2}|}
كلما أخذنا (t,y_1),(t,y_2) في D , يسمى L ثابت ليبتشيز للدالة f
مثال
أثبتي أن الدالة |f(t,y)=t|y تحقق شرط ليبتشيز في الفترة
{\displaystyle D=\left\{(t,y):{1\leq t\leq 2},{-3\leq y\leq 4}\right\}}
الحل :
لأي زوج من النقاط (t,y_1),(t,y_2) في D
{\displaystyle |f(t,y_{1})-f(t,y_{2})|=|t|y_{1}|-t|y_{2}||=|t|||y_{1}|-|y_{2}||\leq 2|y_{1}-y_{2}|}
إذا ƒ تحقق شرط ليبتشيز {\displaystyle L=2}

## النظرية (1)
نفرض أن {\displaystyle D=\left\{(t,y):{a\leq t\leq b},{-\infty <y<\infty }\right\}}
بحيث {\displaystyle f(t,y)} دالة متصلة على D إذا كانت f دالة تحقق شرط ليبتشيز في متغير y على المجموعة D
فإن مسألة القيمة الابتدائية
{\displaystyle y'(t)=f(t,y),\,\,\,{a\leq t\leq b},\,\,\,{y(a)=\alpha }}
{\displaystyle y(t)} لها حل وحيد في الفترة {\displaystyle {a\leq t\leq b}}
مثال 
أستخدم نظرية(1) لإثبات أنه يوجد حل وحيد لمسألة القيمة الابتدائية
{\displaystyle y'=1+t\sin(ty),\,\,\,{0\leq t\leq 2},\,\,\,y(0)=0}
الحل :
t ثابت نطبق نظرية القيمة المتوسطة للدالة
{\displaystyle f(t,y)=1+t\sin(ty)}
نجد أنه عندما {\displaystyle y<y_{2}} , و {\displaystyle \xi } عدد موجود في {\displaystyle (y_{1},y_{2})}
{\displaystyle {\frac {f(t,y_{1})-f(t,y_{2})}{(y_{1},y_{2})}}\ ={{\frac {\partial }{\partial y}}\left(f(t,\xi )\right)=t^{2}\cos(\xi t)}}
{\displaystyle |f(t,y_{2})-f(t,y_{1})|=|y_{2}-y_{1}||t^{2}\cos(\xi t)|\leq 4|y_{2}-y_{1}|}
f تحقق شرط ليبتشيز والثابت هو {\displaystyle L=4}
وبالإضافة إلى ذلك {\displaystyle f(t,y)}متصلة عند {\displaystyle {0\leq t\leq 2},\,\,\,{-\infty <y<\infty }}
من نظرية (1) إنه يوجد حل وحيد لمسألة القيمة الابتدائية

## الطرق العددية
1. طريقة اويلر
2. طريقة تايلور

{\displaystyle y'=f(x,y),\,\,\,{a\leq t\leq b},\,\,\,y(a)=\alpha }

### طريقة تايلور من الرتب العليا
{\displaystyle w_{i}=\alpha }
{\displaystyle w_{i+1}=w_{i}+hT^{n}(t_{i},w_{i}),\,\,\,{i=0,1,2,...N-1}}
{\displaystyle h={\frac {(b-a)}{n}},\,\,\,w_{i}\cong y(t_{i})}

### طريقة اويلر
هي تايلور من الرتبة الأولى
{\displaystyle y'=f(x,y),\,\,\,{a\leq t\leq b},\,\,\,y(a)=\alpha }
{\displaystyle y_{i+1}=y_{i}+hf(t_{i},y_{i})}
{\displaystyle h={\frac {(b-a)}{n}},\,\,\,w_{i}\approx y(t_{i})}

## خطأ أويلر

### نظرية
إذا كانت f متصلة وتحقق شرط ليبتشيز على
{\displaystyle D=\left\{(t,y):{a\leq t\leq b},{-\infty <y<\infty }\right\}}
ويوجد ثابت M بحيث يحقق
{\displaystyle {|y''(t)|\leq M},\,\,\,{t\in [a,b]}}
عندما تكون {\displaystyle y(t)} لها حل وحيد لمسألة القيمة الابتدائية
{\displaystyle y'=f(x,y),\,\,\,{a\leq t\leq b},\,\,\,y(a)=\alpha }
نفرض أن {\displaystyle {w_{1},w_{2},w_{3},...}} بحيث أن الخطأ المتولد من طريقة ايلور لأي عدد موجب N
{\displaystyle {\forall i=0,1,....,N}}
{\displaystyle |(y(t_{i})-w_{i})|\leq {\frac {hM}{2L}}[e^{L(t_{i}-a)}-1]}